# Biserica de lemn din Milășel

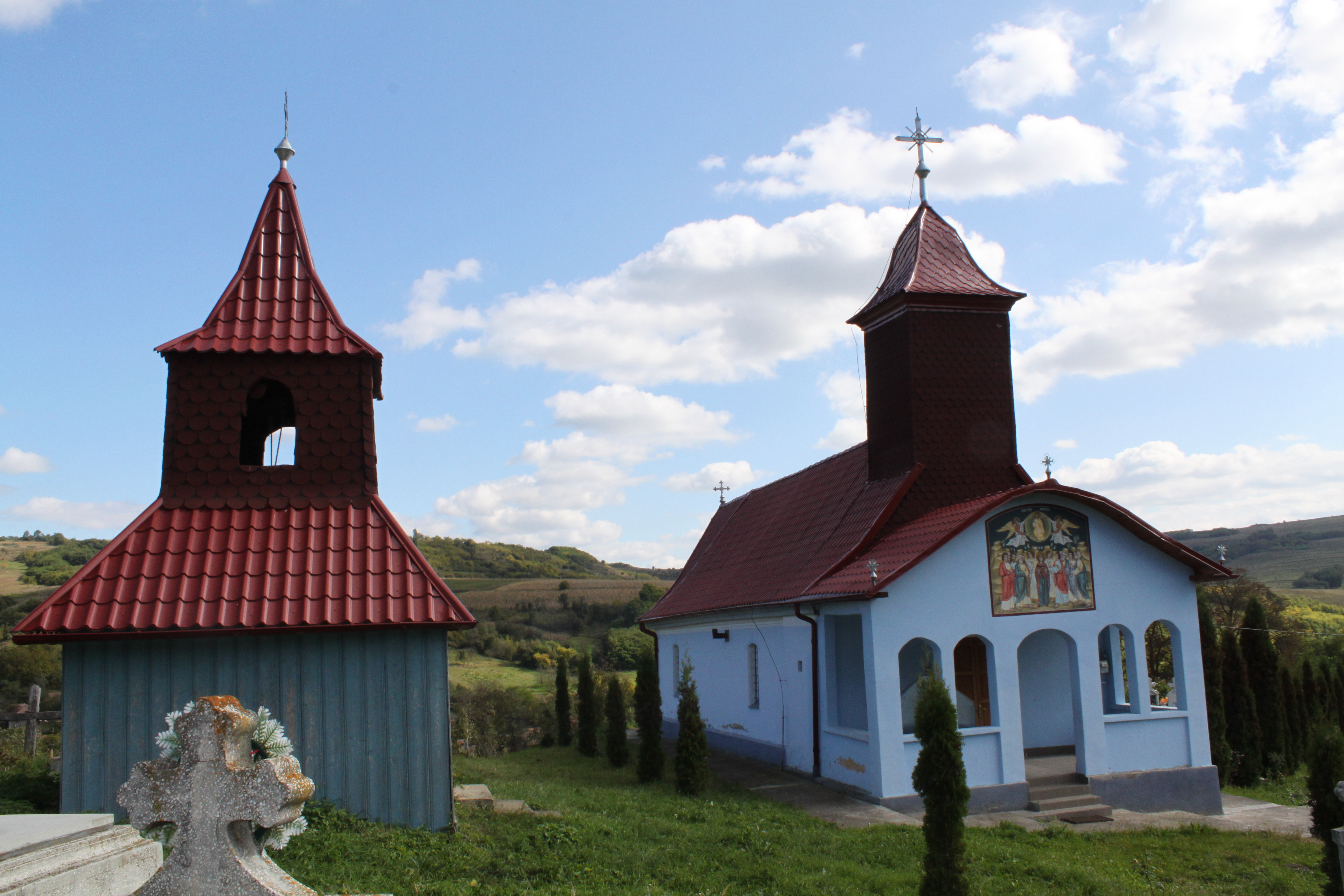
Biserica de lemn din Milăşel, judeţul Mureş

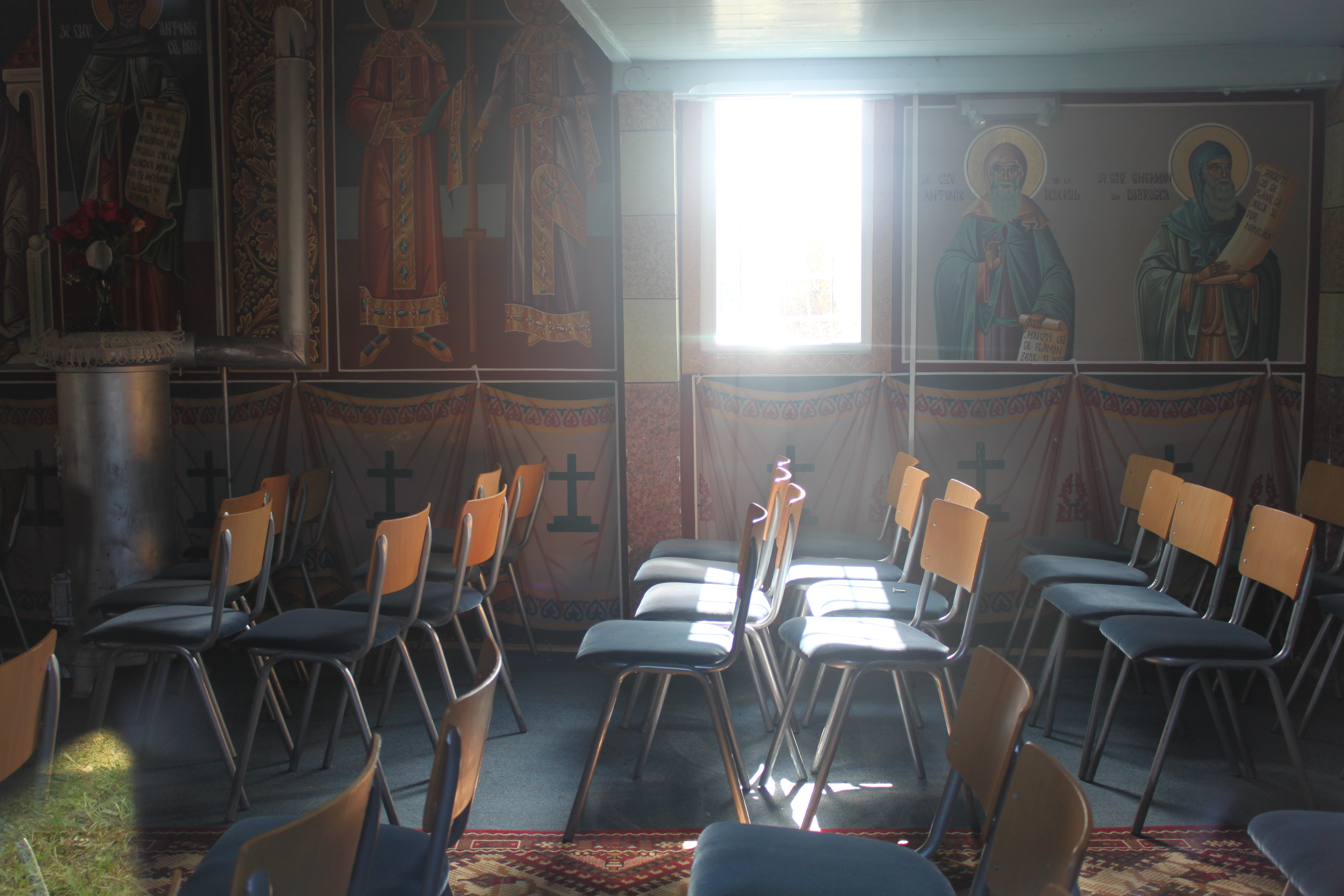
În aşteptarea credincioşilor

Biserica de lemn din Milășel, comuna Crăiești, județul Mureș a fost construită în anul 1836.. 

## Istoric și trăsături
Biserica „Înălțarea Domnului” a fost ridicată în anul 1836; are nava dreptunghiulară, acoperită cu o boltă semicilindrică și absida, decroșată, poligonală, cu cinci laturi, deasupra căreia se află o boltă asemănătoare și trei fâșii curbe. Lucrările de renovare i-au schimbat înfățișarea. Pe latura de vest i-au fost adăugate un pridvor închis, cu clpotniță deasupra și o prispă cu stâlpii din cărămidă. A fost menținută și clopotnița detașată, pe două nivele. Pereții au fost tencuiți la exterior și interior (peste pictura originară). Iconostasul din lemn, de factură neoclasică, cuprinde un fronton cu cornișă profilată, patru coloane și capitele decorate cu frunze și volute. O parte din icoanele originare au fost mutate în colecția catedralei din Târgu-Mureș.